# Бодаква (село)
Бодаква́ (укр. Бодаква) — село, Бодаквянский сельский совет, Лохвицкий район, Полтавская область, Украина.
Код КОАТУУ — 5322681101. Население по переписи 2001 года составляло 1152 человека.
Является административным центром Бодаквянского сельского совета, в который, кроме того, входят сёла Дедов Яр, Забодаква, Замориевка, Нижняя Будаковка, Песочки, Хрули и Червоные Луки.

## Географическое положение
Село Бодаква находится на левом берегу реки Сула в месте впадения в неё реки Бодаква, выше по течению на расстоянии в 1,5 км расположено село Хрули, ниже по течению на расстоянии в 4 км расположено село Сенча, на противоположном берегу — село Христановка. Река в этом месте извилистая и образует старицы. Рядом проходит железная дорога, станция Бодаква.

## История
- 1649 — дата основания.
- В конце XIX — начале XX века на страницах Энциклопедического словаря Брокгауза и Ефрона давалось следующее описание этому населённому пункту: «Бодаква — село Полтавской г. Лохвицкого у., в версте к ЮВ. от г. Лохвицы, при р. Суле и реч. Бодаковке. Жителей — 3285 д. об. п., 605 двор.; в Б. — правосл. церк., школа, 2 пост. двора, 4 лавки; заводы: свеклосахарный и винокуренный и 4 маслобойни (слободы: Стрелецкая, Драгунская, Казацкая и Пушкарная)»[3].

## Экономика
- «Бодаква», сельхозкооператив.

## Известные люди
- Вивчаренко, Михаил Исаакович (1928—2008) — новатор сельскохозяйственного производства, Герой Социалистического Труда.
- Дейнека Василий Степанович (1949—2014) — математик, академик НАН Украини.